# Gérard Darel
Pour les articles homonymes, voir Darel.

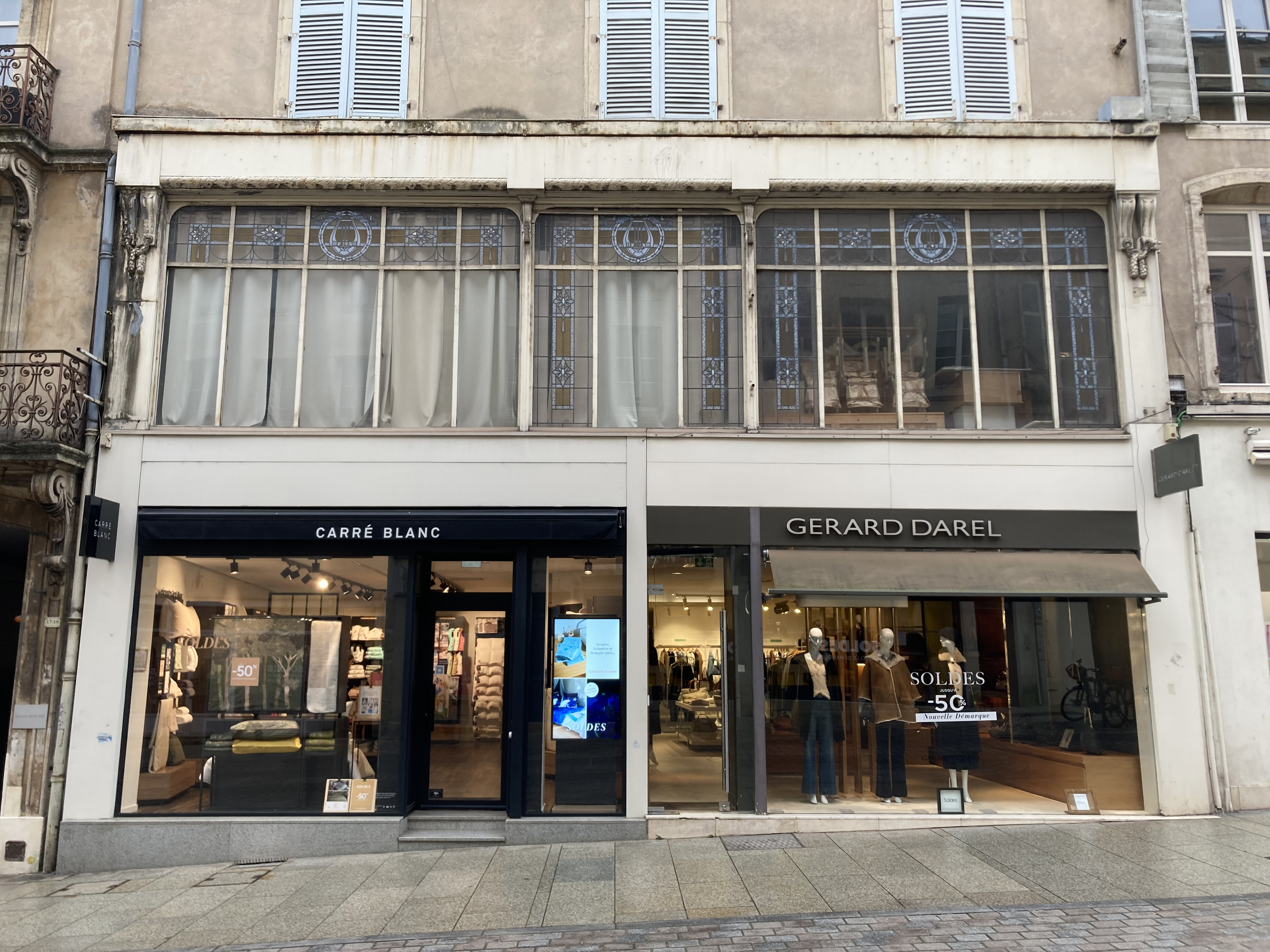
Boutique Gérard Darel à Nancy.

Gérard Darel est une marque française de prêt-à-porter féminin créé par Gérard et Danièle (époux), qui est spécialisée dans la maroquinerie. La marque Gérard Darel est créée en 1971.
Elle est exploitée par la société Design Sportswears.
La marque Gérard Darel se rend célèbre depuis 2005 grâce à un modèle de sac à main typique baptisé 24 heures. Le sac Gérard Darel 24 heures se décline en plusieurs coloris et matières différentes. C'est le modèle phare de la marque.
En 2014, la société réalise un chiffre d'affaires d'environ 200 millions d'euros.
L'année suivante, la société est placée en redressement judiciaire, dossier géré par Stéphane Gorrias.
Le 30 novembre 2015, le redressement est converti en liquidation judiciaire.
La diffusion de la marque a été confiée à la société The Other Store Paris 75009,, sans lien juridique et financier avec l'entité précédente.